# 캄푸치아 인민공화국 국가
《캄푸치아 인민공화국 국가》는 1979년부터 1989년까지 존재했던 베트남의 괴뢰국인 캄푸치아 인민공화국의 국가이다. 1979년부터 1992년까지 캄보디아의 국가로 사용되었다.

## 크메르어가사
ពលរដ្ឋកម្ពុជាជាកម្លាំងប្ដូរផ្ដាច់
សច្ចាកម្ទេចអស់ពួកបច្ចាមិត្ត
តាំងចិត្តសាមគ្គីទើបមានមហិទ្ធិឫទ្ធិ
ស៊ូប្ដូរជីវិតបង្ហូរឈាមប្ដូរយកជ័យ។
កងទ័ពកម្ពុជាពុះពារក្លាហានសម្រុក
ឧបសគ្គរាំងមុខឆ្លងកាត់សម្រេចបាន
កម្ទេចខ្មាំងចង្រៃពូជសាមាន្យ
នាំសេរីថ្កើងថ្កានជូនប្រជាជន។
វីរកម្ពុជាបុត្រមោះមុតក្នុងសង្គ្រាម
ប្ដេជ្ញាសងឈាមនឹងខ្មាំងសត្រូវ
ទង់ជ័យប្រាសាទពណ៌ឈាមខ្ពស់សន្ធៅ
នាំជាតិឈានទៅសាងសុខក្សេមក្សាន្ត។

## 한국어해석
캄보디아인은 변화를 위한 원동력이다.
우리는 모든 적을 무찌르리라고 단언하리
화합은 우리를 강하게 하네
승리를 위해 목숨을 바치자
캄보디아군은 우수하고
우리는 장막 전역을 가로지르고,
모든 적은 사라진다.
우리는 귀중한 자유를 인민들에게 가져다 주었다.
캄보디아의 영웅들은 목적을 두고 있으며
우리는 적에게 복수하리라고 단언하리
승리의 빨간 깃발이 세워진다.
나라의 행복을 가져다 주는 깃발!